# Inge Harder
Inge Schmidt Nielsen, gift Harder født  (16. maj 1915 - 7. marts 1995) var den første danske atletikkvinde af international standard. Ved EM 1938 blev hun nr. 7 i længdespring.
Hun begyndte 1932 i Boldklubben Mariendal, kom 1938 til Star og var fra 1941 i Københavns IF. i perioden 1935-1944 var hun suveræn i Danmark på 80 meter hækkeløb, sprinterdistancerne uden hække, længdespring samt tre- og ottekamp. Hun satte et stort antal danske rekorder. Da Dansk Idræts-Forbund endelig godkendte danske mesterskaber for kvinder 1944, vandt hun fire mesterskaber. Hun blev gift og afsluttede karrieren samme år.
I 1941 var hun med sin danske rekordtid 11,8 nummer tre på verdensranglisten i 80 meter hækkeløb efter to tyskere.
Hun deltog i de første Europamesterskaber for kvinder i Wien 1938 i 80 meter hæk (12,4, slået ud i indl. heat) og i længdespring, hvor hun blev nummer syv med et spring på 5,21 m.
Inge Harder var også en god badmintonspiller og arbejdede fra 1948 over 30 år på Dansk Badminton Forbunds kontor.

## Danske mesterskaber
- Guld 1944 80 meter hæk 12.6
- Guld 1944 Længdespring 5,31
- Guld 1944 Trekamp 1229p
- Guld 1944 Ottekamp 2879p
- Sølv 1944 4 x 100 meter 53,0

## Danske rekorder
- 60 meter: 7,8 sek. (1941)
- 200 meter: 26,8 (1937)
- 80 meter hæk: 12,1 (1939) 11,8 (1941)
- Højdespring: 1,45 m (1933), 1,46, 1,47, 1,475 (alle 1934), 1,50 (1935), 1.51 (1938), 1,53, 1,54, 1,55 (alle 1939)
- Længdespring: 5,20 m (1935) 5,22, 5,265, 5,28 (1936) 5,31, 5,48 (1937), 5,50 (1939), 5.58, 5,61, (1941)
- Trekamp (100 meter, højdespring og diskoskast): 1229 point (1944)
- Ottekamp (disc. ukendt) 2879 p. (1944)
- 5 x 60 meter: 39,0 sek. (1934)
- 4 x 100 meter: 55,5 sek, 54,2 (1932), 53,4 (1934), 52,7 (1935), 51,7 (1942)